# Antonio Mercero
Antonio Mercero Juldain (Lasarte-Oria, 7 marzo 1936 – Madrid, 12 maggio 2018) è stato un regista e sceneggiatore spagnolo.
Nel 2004 il suo film Quarto piano è stato candidato al Premio Goya per il miglior film.

## Filmografia parziale
- Trotin Troteras (1962) cortometraggio
- Leccion de arte (1962) cortometraggio
- Testa fra le nuvole (Se necesita chico) (1963)
- Tajamar (1970) cortometraggio
- La cabina (1972) cortometraggio
- Manchas de sangre en un coche nuevo (1975)
- Las delicias de los verdes años (1976)
- La Gioconda está triste (1976)
- Mi scappa la pipì papà (La guerra de papa) (1977)
- Tobi (1978)
- La próxima estación (1982)
- Buenas noches, señor monstruo (1982)
- Espérame en el cielo (1988)
- El tesoro (1990)
- Don Giovanni, mio amato fantasma (Don Juan, mi querido fantasma) (1990)
- La hora de los valientes (1998)
- Quarto piano (Planta 4ª) (2003)
- ¿Y tú quién eres? (2007)